# Luke Nelson
Luke Nelson (Londra, 29 giugno 1995) è un cestista britannico.

## Carriera
Con la Gran Bretagna ha disputato due edizioni dei Campionati europei (2017, 2022).

## Palmarès
- British Basketball League: 1

London Lions: 2023-2024